# Liste der Burgen und Schlösser im Landkreis München

Neues Schloss Schleißheim – Panorama Westfront

Diese Liste enthält Schlösser und Burgen im Landkreis München. Nicht aufgeführt sind Zier- und Nachbauten, die nie als Wohngebäude oder zur Verteidigung genutzt wurden. Auch Bauwerke, die nie Adelssitze waren und nur wegen ihrer Bauform oder aus Werbegründen „Schloss“ oder „Schlösschen“ genannt werden, sind hier nicht aufgeführt.

## Erhaltene Schlösser und Burgen
| Name                      | Lage                                                                       | Bauzeit             | Anmerkungen | Bild             |
| ------------------------- | -------------------------------------------------------------------------- | ------------------- | --- | ---------------- |
| Burg Grünwald             | Grünwald (48° 2′ 35″ N, 11° 31′ 10″ O)                                     | 12. Jh.             | Burg der der Grafen von Andechs, ab 1272 der Wittelsbacher, Ausbau Ende des 15. Jahrhunderts, diente ab dem 17. Jahrhundert als Jagdschloss, Gefängnis und Pulvermagazin, heute Burgmuseum Grünwald | (weitere Bilder) |
| Schloss Planegg           | Planegg (48° 6′ 7″ N, 11° 25′ 20″ O)                                       | 1415–1420           | ehemaliges Hofmarkschloss, 1617 erheblich ausgebaut Schloss und ummauertes Parkgelände sind nicht öffentlich zugänglich                                                                             | (weitere Bilder) |
| Schloss Höhenkirchen      | Höhenkirchen-Siegertsbrunn (48° 1′ 6″ N, 11° 42′ 45″ O)                    | 15.–16. Jh.         | Ehemaliges Hofmarksschloss, Umbauten im 19. Jahrhundert, heute Wohn- und Geschäftshaus | (weitere Bilder) |
| Schloss Ismaning          | Ismaning (48° 13′ 42″ N, 11° 40′ 27″ O)                                    | 16. Jh.             | Landsitz der Bischöfe von Freising, 1716–1724 barocke Umgestaltung durch Johann Baptist Zimmermann, heute Rathaus                                                                                   | (weitere Bilder) |
| Schloss Laufzorn          | Oberhaching, Laufzorn (48° 0′ 55″ N, 11° 33′ 15″ O)                        | 1616–1619           | errichtet von Herzog Albrecht VI. von Bayern-Leuchtenberg Schloss und umzäuntes Parkgelände sind nicht öffentlich zugänglich                                                                        | (weitere Bilder) |
| Altes Schloss Schleißheim | Oberschleißheim (48° 14′ 56″ N, 11° 33′ 33″ O)                             | 1617–1623           | errichtet von Herzog Maximilian I. an der Stelle eines von seinem Vater Wilhelm V. errichteten Herrenhauses                                                                                         | (weitere Bilder) |
| Schloss Lustheim          | Oberschleißheim, im Schlosspark Schleißheim (48° 14′ 55″ N, 11° 34′ 33″ O) | ab 1684             | Lust- und Jagdschloss, errichtet von Kurfürst Maximilian II. Emanuel | (weitere Bilder) |
| Neues Schloss Schleißheim | Oberschleißheim (48° 14′ 56″ N, 11° 33′ 39″ O)                             | 1701–1704 1715–1719 | Sommerresidenz des Kurfürsten Maximilian II. Emanuel, mit ausgedehntem Schlosspark | (weitere Bilder) |
| Burg Schwaneck            | Pullach im Isartal (48° 3′ 33″ N, 11° 31′ 48″ O)                           | 1843                | von dem Bildhauer Ludwig von Schwanthaler, der war kurz zuvor geadelt worden war, im historisierenden Stil errichtet, heute Jugendbildungsstätte und Jugendherberge                                 | (weitere Bilder) |

## Abgegangene Schlösser
| Name              | Lage                  | Bauzeit | Anmerkungen                                                                                     |
| ----------------- | --------------------- | ------- | ----------------------------------------------------------------------------------------------- |
| Schloss Seeholzen | Gräfelfing (Standort) |         | ehemaliges Hofmarkschloss, erstmals 1116 als Adelssitz urkundlich erwähnt, abgerissen nach 1700 |